# 刘锡五 (孟县)

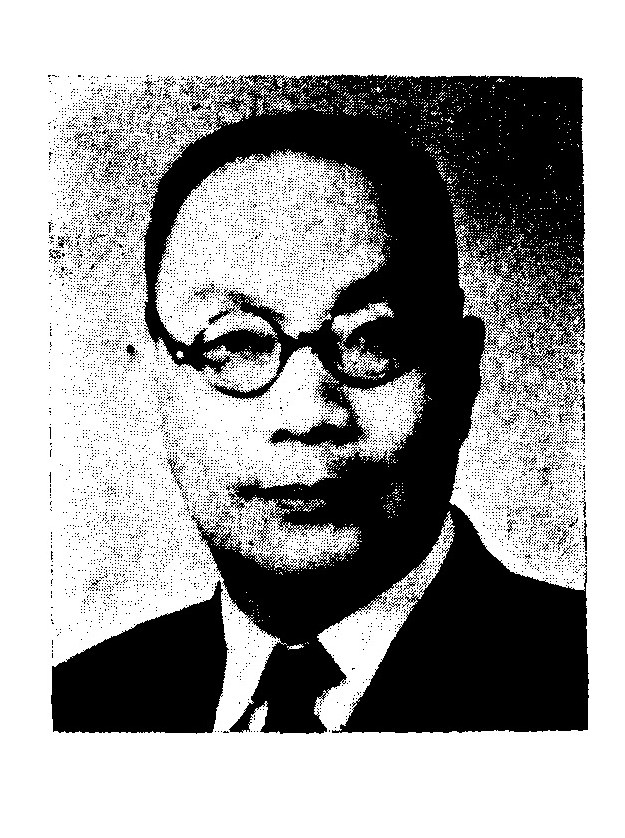
劉錫五近照

刘锡五（1904年7月12日—1970年2月28日），河南孟县人，中国近代政治人物。

## 生平
刘锡五1920年起就读于开封圣安德烈中学，1924年被开除学籍。同年8月加入中国共产主义青年团。次年起前往上海大学社会科学系就读，并转为中国共产党党员，担任中共上海大学党支部干事、上海浦东区委委员。1926年参加上海工人第一次武装起义。1930年加入中国左翼作家联盟。同年赴东北任中共满洲局代理职工部长、全国总工会华北特派员兼铁路总工会党团书记、顺直省委委员、北平市委书记等职。1931年被捕，关押在草岚子监狱。1936年出狱后前往延安，历任中央组织部干事、地方工作科科长、训练班主任等。1939年前往太行山，出任北方局组织部长、委员，并主持出版《党的生活》。抗战结束后历任中共西满二地委书记，嫩江省委书记，东北局组织部副部长、部长等职。
中华人民共和国成立后担任吉林省委书记兼吉林省军区政委。1955年起任中央监察委员会副书记。文化大革命受到迫害，1969年送往五七干校监督审查，1970年在郑州逝世。